# 1951年柬埔寨大選
1951年9月9日，柬埔寨举行大选。民主党赢得了78个席位中的54个席位。